# تاداشی یوکوچی
تاداشی یوکوچی (انگلیسی: Tadashi Yokouchi؛ زادهٔ ۱ ژوئیهٔ ۱۹۴۱) هنرپیشه، و صداپیشه اهل ژاپن است.
از فیلم‌ها یا مجموعه‌های تلویزیونی که وی در آن‌ها نقش داشته‌است می‌توان به شکست‌ناپذیر، فورین کازان، تنچی‌جین، گونشی کانبی و میتو کومون اشاره نمود.